# Moe (Japon)
Pour les articles homonymes, voir Moe.
Moe (萌え, , parfois aussi écrit « moé ») est un mot d'argot japonais et emprunt lexical faisant référence à des sentiments de forte affection 
orientée principalement vers des personnages fictifs, issus des domaines de l'anime, du manga et du jeu vidéo. Le terme peut cependant se référer à des sentiments d'affection envers n'importe quel sujet.

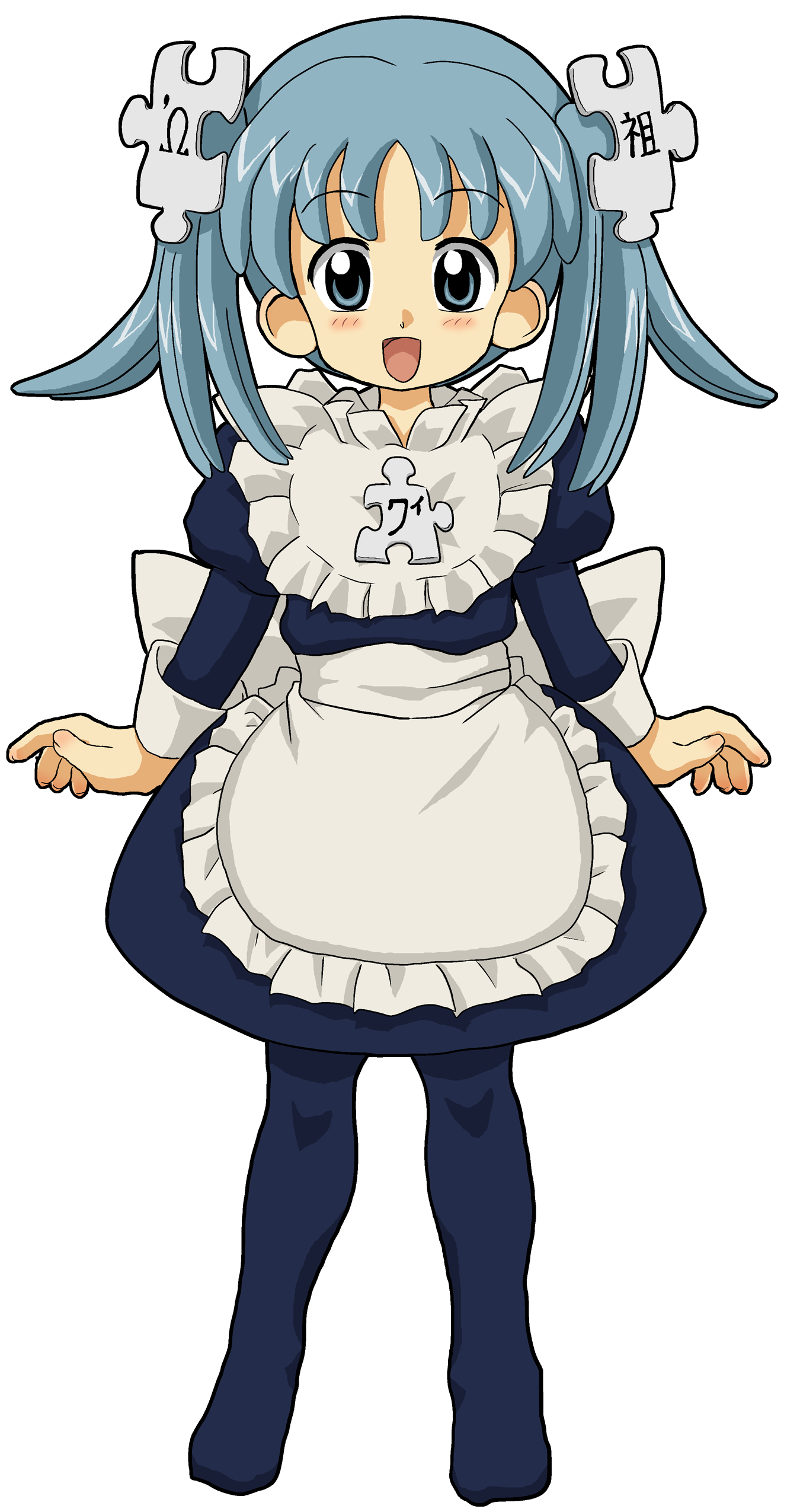
Exemple de moe : Wikipe-tan, une des mascottes non officielles de Wikipédia. Dessiné par l'utilisateur Wikipedia japonais Kasuga~jawiki.

De manière générale, le moe dispose de plusieurs « caractères » qui lui sont propres et que l'on retrouve dans beaucoup d'anime ou de fanarts, tels que les oreilles de chat ou de panda, les loli, les chatons, les lunettes, les maid, les chaussettes, les expressions mignonnes, etc.
Ce concept est lié au kawaii ou « mignon », mais est poussé à l'extrême, à travers le cliché.

## Vue d'ensemble
Moe utilisé en argot se réfère à des sentiments d'affection, d'adoration, de dévotion et d'excitation envers des personnages qui apparaissent dans les mangas, anime ou jeux vidéo. Les personnages qui suscitent des sentiments moe sont appelés « personnages moe »,. Le mot comprend l'idée que le sentiment exprimé à l'égard du personnage ne peut être décrit par un simple « aimer », mais est bien plus fort que cela.

## Utilisation

### Grammaire
Moe (萌え), du verbe moeru (萌える), signifie littéralement bourgeonner ou germer et est l'homonyme de 燃える, qui signifie brûler ou s'enflammer.
Il peut être utilisé comme nom pour décrire un sentiment d’affection. Il peut aussi définir un type particulier d'affection, par exemple maid-moe (メイド萌え, meido moe).
Il peut être utilisé comme adjectif pour qualifier un personnage qui suscite ce sentiment. Exemple, X est moe (Xが萌え, X ga moe). Ces personnages peuvent aussi être appelés moekko (萌えっ娘, littéralement filles moe).
En japonais il peut être utilisé comme verbe pour décrire l’état d’attirance pour un personnage. Exemple, brûler pour X (Xに萌える, X ni moeru).

## Origines
L'origine du terme n'est pas claire. Il pourrait venir du surnom de Sailor Saturne, dont le vrai nom est Tomoe dans la version japonaise de Sailor Moon, ou encore du personnage Moe Sagiwara de l'anime Dinosaur Planet (1993).
D'autres personnes croient qu'il s'agit d'une utilisation de moeru (燃える), pour décrire la passion qui brûle pour un personnage.
C'est le personnage de Clarisse, dans Le Château de Cagliostro, de Hayao Miyazaki qui a lancé le concept. C'est la première héroïne à avoir été reprise dans des dōjinshi, pratique qui deviendra courante par la suite. Le moe a largement été repris dans de nombreux anime, à tel point que l'on peut en classer certains dans la catégorie moe.
Selon certains mangakas (dont Tsutomu Nihei) l'émergence du « moe » est directement liée à la fin de la guerre froide en 1989, les mentalités n'étant plus influencée par l'ambiance pesante de la guerre, le public a été rapidement lassé des seinen guerriers, et c'est alors que le « moe » plus léger est devenu une mode plébiscitée.

## Critiques
Cette différence entre l'idéal féminin de Miyazaki et celui de l’otaku, est exploré par le mouvement Superflat, en particulier Tatsuyuki Tanaka (Cannabis de son nom d'artiste), dans son recueil d'illustration Cannabis Works.
Amelia Cook, écrivaine pour Fanservice Check, est critique, dans son article publié sur The Mary sue, du moe, qui, selon elle, peut envoyer une image négative de la femme aux enfants lorsqu'une série moe vise un public jeune. De plus, selon elle, les personnages dits moe n'agissent pas d'une manière avec laquelle la plupart des femmes peuvent s'identifier.